# 물의 나라 (드라마)
《물의 나라》는 KBS 2TV에서 1991년 2월 11일부터 1991년 5월 7일까지 방영되었던 KBS 월화 미니시리즈로 박범신이 쓴 동명의 소설이 원작이며, 전편인 《불의 나라》의 주인공 백찬규(윤승원 분)의 친구인 한길수가 주인공으로 하여 졸부놀이가 펼쳐진다.
한편, 한길수 역을 맡은 이원용은 배우 생활 13년 만에 첫 주연을 맡았으며, 한길수는 끝없는 부와 권력을 추구하다 끝내 파멸하는 물질만능시대의 희생자다.

## 등장 인물
- 이원용 : 한길수 역
- 박인환
- 김보연 : 룸싸롱 마담 송미란 역
- 김서라 : 서지혜 역[1]
- 윤승원 : 백찬규 역
- 김도연
- 김을동
- 장항선
- 정승호
- 김형자 : 팽 여사 역[2]
- 이병철
- 박칠용
- 지수원 : 서 기자 역[3]